# Федір Іванович Ярославич
Федір Іванович Ярославич (Боровський) (біл. Фёдар Іванавіч Яраславіч, рос. Фёдор Иванович Боровский; ? — 1520/1521) — удільний князь Пінський (1501—1520) і Клецький (бл. 1503—1520). Єдиний син удільного князя Івана Васильовича Боровського (пом. 1507) та Євдокії Федорівни Воротинської.

## Біографія
Походив із роду Серпуховсько-Боровських князів. 1498 року одружився з княжною Олександрою Семенівною Слуцькою (пом. 1518), дочкою київського князя Семена Олельковича Слуцького (бл. 1420—1470) та Марії Іванівни Гаштольд. Після смерті Семена Слуцького його єдиний син Василь (пом. 1495) отримав у володіння від великого князя Литовського Казимира Ягеллончика Пінське князівство. Після смерті князя Василя Семеновича князівством почала керувати його мати Марія Іванівна. Ще за життя своєї тещі Федір Боровський підписував грамоти «Я, князь Федір Іванович Ярославич», а після смерті Марії Іванівни в 1501 став правити Пінськом на правах вітчича.
Діяльність Федора практично обмежувалася його уділом і сусіднім Клецьком, де правив його батько Іван Васильович Боровський. В 1503 князь Федір Боровський брав участь у невдалому бою з татарами під Клецьком. Литовсько-руські загони під командуванням князів Федора Івановича Боровського, Юрія Івановича Гольшанського та Григорія Борисовича Глинського зазнали поразки від кримської орди.
У тому ж 1503 року князь Іван Васильович Боровський передав Федорові права на міста Клецьк, Давид-Городок і Рогачов. Проте чи брав Федір участь у Клецькій битві 1506 року — невідомо. 1508 року Федір Іванович отримав від великого князя литовського Сигізмунда Казимировича частину володінь князя Михайла Львовича Глинського, який від'їхав до Москви.
У 1521 князь Федір Іванович Боровський помер, не залишивши після себе нащадків. Свої володіння (Пінськ, Давид-Городок і Клецьк) він заповів великому князю литовському, таким чином вони увійшли до складу державних маєтків. Незабаром їх отримала Бона Сфорца, яка в 1518 р. вийшла заміж за короля польського і великого князя литовського Сигізмунда I Старого.
З документів «Литовської метрики» видно, що в князя Федора Івановича було потомство: так, відомі князь Юрій Боровський, бувший коршівським тивуном, і князь Микола Боровський, підстолій жмудський, учасник смоленського і московського походів польсткого короля Сигізмунда III Вази.